# 1043
1043 (MXLIII) je bilo navadno leto, ki se je po julijanskem koledarju začelo na soboto.

## Dogodki

### Bizantinsko cesarstvo
- Rusko-bizantinska vojna (1043) - ali bolje - plenilski pohod. Kijevski veliki knez Jaroslav ob asistenci sina Vladimirja neuspešno oblega Konstantinopel. Po oslepitvah od 800 od 6000 zajetih kijevskih piratov je med kijevskimi Rusi in Bizantinci dosežen sporazum.
- Bizantinski upornik in samozvani cesar Jurij Manijak nadaljuje pohod na bizantinski prestol skozi Makedonijo. V bitki pri Solunu umre v boju.
- Za konstantinopelskega patriarha je izvoljen Mihael I.. Skupaj s papežem Leonom IX. je leta 1054 odigral ključno vlogo v ti. Veliki shizmi.
- Sadove uspešnega protibizantinskega langobardskega upora v južni Italiji požanjenjo Normani, ki si razdelijo fevde. V naslednjih desetletjih si podredijo celotno južno Italijo.

### Ostalo
- Ovodovela grofica Ema Krška je po izgubi še dveh sinov v Krki na severnem Koroškem[1] ustanovila samostan benediktink in začela z gradnjo pripadajoče samostanske Cerkve Marijinega vnebovzetja. Nekaj let po njeni smrti je bil samostan ukinjen, na njegovem mestu pa ustanovljena Krška škofija, ki danes pokriva območje avstrijske zvezne dežele Koroške.
- Danski in norveški kralj Magnus I. porazi Slovane (nem. Wenden) v Jutlandiji.
- Edvard Spoznavalec je v Winchestrski katedrali kronan za kralja Anglije.
- Nemški kralj Henrik III. s poroko z Nežo Poitoujsko, hčerko akvitanskega vojvode, utrdi veze med zahodnimi fevdalci.
- Seldžuki zavzamejo perzijsko kraljestvo Zejaridov ob Kaspijskem jezeru.
- V kitajski dinastiji Song državnika Fan Zhongyan in Ouyang Xiu začneta z izvrševanjem poltičnih rerform, ki bi utrdile upravljanje severnih provinc meječih na bojevita sosedska imperija Zahodne Xie in dinastije Liao, ki sta pogosto vpadali v ta območja. Konzervativna reakcija prepriča cesarja, da zavrne reforme.
- Prva omemba današnjega danskega glavnega mesta København.

## Rojstva
- Al-Bagavi, perzijski učenjak in pravnik († 1122)
- El Cid, kastilski vojskovodja, protagonist istoimenskega epa († 1099)
- Fulk IV., grof Anjouja († 1109)
- Hugo VI. Lusignanski, grof, križar († 1110)
- Knut IV., danski kralj († 1086)

## Smrti
- Domenico Flabanico, 29. beneški dož
- Jurij Manijak, bizantinski general in uzurpator